# Енино (Смоленская область)
Енино — деревня в Сафоновском районе Смоленской области России. Входит в состав Зимницкого сельского поселения.
Население — 1 житель (2007 год).
Расположена в центральной части области в 31 км к северо-востоку от города Сафонова, в 4 км севернее автодороги М1 «Беларусь», на берегу реки Гжелка. В 9 км южнее от деревни железнодорожная станция Алфёрово на линии Москва — Минск.

## История
Первое упоминание о деревне Енино Вяземского уезда Гжельского стана относится к 1594 году:
«Дер. Енина, а въ ней крестьянъ 4 дв., а бобылей 2 дв; пашни паханые сер.земли 16 четв., да пер. 7 четв., да лъсом поросло четв. въ полъ, а въ дву потомужъ, съна 30 коп.».
Со временем Енино стало дворянской усадьбой под крылом рода Грековых. Поручик Иван Семёнович Греков умер в марте 1768 года в Енино от обложной болезни, поле чего имение перешло к овдовевшей Мавре Фёдоровне. Эпоха её владения Енино продолжилась до 1779 года, когда Мавра с покаяниям во грехах отошла в мир иной. В Енино на тот момент числилось 7 душ. Её сын, Михайло Иванович, до того поручик, а позже вступивший на гражданскую службу, был дворянским заседателем в судах. Период его вотчинничества ознаменовался разделением енинских владений на две части: сельцо Михайловское, названное по имени Михаила Ивановича и Енино, которое стало значиться за майором Петром Ивановичем, младшим братом Михаила. В 1788 году Пётр трагически умер от чахотки, имение перешло обратно к «Михайле» Ивановичу, а позже и к его племяннику Николаю Николаевичу.
Пришедшее после завершения «долгого» XVIII века новое столетие привело в Енино новых хозяев: дворян Ковалёвых. Девицу Надежду Григорьевну, а потом и Агафью Петровну. Через родственные связи в Енино появился подполковник Дмитрий Сергеевич Чебышев — герой русско-турецкой войны 1806—1812 гг. Благодаря помещику, имевшему владения в Калужской губернии, в Енино были переселены калужские крестьяне.
Александр Матвеевич Щелин сменил Чебышева в качества помещика в Енино в 1817 году. В 1824 году владелицей Енино значилась гвардии прапорщица Иванова Александра Григорьевна, жена прапорщика Измайловского гвардейского полка Александра Алексеевича Иванова. Уже в 1835 году деревня Енино принадлежала сыну Александры, корнету, Иванову Василию Александровичу. Помимо этого во владения Василия входили сельцо Самуйлово, деревни Серково и Малышкино.
К 1838 году в сельце Енино Первого стана Вяземского уезда проживали 72 человека, 63 из них были крестьянами, 9 человек являлись дворовыми людьми, то есть прислугой помещика. Хозяин сельца к этому моменту дослужился до звания поручика, а к 1855 и до ротмистра. Следующим хозяином енинских земель стал племянник Василия- Александр, получивший эти земли в наследство по раздельному акту в 1856 году.
Поскольку усадьба Ивановых находилась не в самой деревне, а в версте от неё, в «Списке Населённых мест Российской империи» (1859 года) есть два упоминания «Енино»:
1) В деревне владельческой при ручье Гжелке — Енино, проживало 52 мужчины и 61 женщина.
2) Энинский (Енина, Энино) — двор владельческий (усадьба) при реке Гжелке, в котором проживали двое хозяев — мужчина и женщина. К сожалению, не известно, какой именно представитель семьи Ивановых являлся владельцем Енино (деревни) и Энино (усадьбы). Род Ивановых владел 200 десятинами земли.
Деревней стал владеть штабс-ротмистр Иванов Александр Николаевич (сын Вяземского судьи, подполковника — Николая Александровича, владельца сельца Панинского, деревни Холм и других , профессиональный военный, на воинской службе с 1839 г. Был уволен по болезни в звании штабс-ротмистра в 1846 году. Имел награды: Орден святого Владимира IV степени, Медаль «В память войны 1853—1856»). Александр Николаевич был женат на богатой помещице- Дятковой Марье Павловне, её вотчинами были Изъялово, Ульяново, Семёновская.
Сохранилось дело министерства финансов Российской империи, где указано, что временнообязанные (освобождённые по реформе 1861 года крестьяне, но не имеющие пока земли) выкупали землю у своего помещика с 30 декабря 1863 года по 17 ноября 1864 года, стоит отметить, что енинцам от помещика был сделан «дар для округления крестьянского надела». К 1864 году из деревни исчезают оставшиеся 6 дворовых, что может указывать на угасание усадебного хозяйства. Иванов продал все свои земли к 1885 году.
Местоположение Енино было очень выгодным. Оно находилось по правую сторону от Духовщинского почтового тракта. В деревню вели дороги из соседних селений: Голочёлово, Горлово, Холм. Енино было самым крупным населённым пунктом не только на пути от тракта к Богдановщине (Еськово), но и в округе, превышая по размерам Голочёлово, Горлово, Третьяково, Холм, Шубино, Юфаново, Болохняты и другие. Деревня входила в приход Спасо-Преображенской церкви села Третьяково (Волково). 66 десятинами земли в Енино владел Николай Владимирович Кардо-Сысоев (помещик Третьяково), продавший свои земли енинцам в 1911 году.
В 1861 году деревня Енино вошла в новообразованную Жуковскую волость, в конце века включённую в Городищенскую.
Несмотря на освобождение от крепостного права, развития деревни в области скотоводства не произошло. К 1886 году в Енино насчитывалось такое же поголовье скота, как и «до воли».
В начале XX века началась разработка границ и создание врачебных участков. Изначально планировалось определить Енино к Николо-Погореловскому участку, однако в 1906 году это было пересмотрено: «Губернская управа, рассмотрев доставленный Уездными Управами материал и признавая в общем предположения Уездных Управ вполне целесообразным, полагала бы желательным внести некоторые незначительные изменения в намеченных уездами границах врачебного участка, а именно: по Вяземскому уезду — исключить из района Николо-Погореловского участка селения: Холм, Сопрыкино, Енино, в виду того, что от этих селений Меньшиковский пункт ближе, чем Н.Погореловский. и д. Алфёрово, так как расстояние от д. Алфёрово до Покровского пункта менее, чем до с. Николо-Погорелого.»
В 1904 году в деревне Енино было 28 дворов, в которых проживали 92 жителя мужского пола и 77 женского. А в 1906 году население деревни достигло отметки в 188 человек, Деревня занимала 10-е место по населению из 42 деревень Городищенской волости. Однако наряду с большим населением енинцы «могли похвастаться» большими недоимками по налогам: «Докладывая о вышеизложенном, Губернская управа имеет честь представить Губернскому Земскому собранию список селений, по которым недоимка подлежит сложению: сложение недоимок по обязательному страхованию.» Деревня должна была государству 114 рублей 57 копеек.
На разразившуюся в 1914 году Первую Мировую войну призваны 34 енинца..
В 1917 году в Енино насчитывалось 33 двора, в которых проживали 182 человека, 33 человека были на фронте, двое находились не в деревне на момент переписи.
В годы Великой Отечественной войны деревня была оккупирована гитлеровскими войсками, датой занятия деревни считается 1941 года, освобождена в марте 1943 года.
После войны был восстановлен колхоз. В колхоз входила кузня, стоявшая дальше всего от реки Гжелки, дальше шёл коровник, за ним конюшня, а далее свинарник, механизированный телятник стоял отдельно. В колхоз входила ещё и кухня и кладовка. Колхоз специализировался на перемалывании пшеницы, «для этого была шоха», как вспоминают местные. Для созыва общего деревенского собрания служил гонг, стоявший в центре деревни.
В этот же период в деревне был колодец около Гжелки. В деревню шло несколько дорог: через мост от деревни Горлово «до постройки сегодняшнего, там был деревянный, как весна, так его смывало», была дорога по кладям через Гжелку — импровизированная переправа, а также дорога от деревень Холм и Третьяково.
В 1990-х из деревни многие уехали.
В 1997 году в Енино произошёл пожар. Большая часть деревни сгорела в огне.
Но сейчас отремонтирована и расширена дорога до деревни, поставлен новый таксофон. Установлен знак с названием деревни на въезде. В прошлом безымянная дорожка превратилась в Енную улицу. Стараниями Зимницкого сельского поселения был очищен енинский колодец.